# Chalcopasta
Chalcopasta is een geslacht van vlinders van de familie Uilen (Noctuidae), uit de onderfamilie Hadeninae.

## Soorten
- C. acantha Druce, 1889
- C. acema Druce, 1889
- C. anopis Dyar, 1918
- C. arianda Druce, 1889
- C. chalcophanis Dyar, 1918
- C. chalcotoxum Dyar, 1909
- C. chryseochilus Dyar, 1909
- C. dysnoa Dyar, 1912
- C. ellica Dyar, 1915
- C. fulgens Barnes & McDunnough, 1912
- C. howardi H. Edwards, 1877
- C. koebelei Riley, 1893
- C. pterochalcea Dyar, 1909
- C. restricta Hampson, 1918
- C. riandana Dyar, 1912
- C. sinuata Hampson, 1918
- C. territans H. Edwards, 1884